# А Той
А Той (кит. трад. 亞彩, упр. 亚彩, тайш. /a˧ tʰɔi˥/; 1829, Гонконг — 1928, Сан-Хосе) — американская проститутка и сутенёрша, в юности эмигрировавшая из Китая. Одна из наиболее известных китаянок в американской популярной литературе XIX века.

## Биография
А Той эмигрировала из Гонконга в Сан-Франциско в 1849 году в возрасте 21 года. Современники описывали её как высокую, хорошо сложенную девушку с забинтованными ногами, сносно говорящую на английском. Альбер Бенар де Русо (англ. Albert Benard de Russailh) в своём путевом журнале отмечал: «Китайцы, как правило, уродливы, как женщины, так и мужчины, но есть несколько девушек, которые хоть и не красивы, но привлекательны, например, дивно соблазнительная А Той, которая обладает стройным телом и смеющимися глазами». Созвучное мнение выразил и автор заметки в Daily Examiner, который на исходе XIX века вспоминал: «На самом деле, это была самая красивая китаянка из всех мною виденных».
На пике Калифорнийской золотой лихорадки, которая сопровождалась наплывом в регион одиноких, но богатых золотоискателей, А Той стала одной из самых успешных проституток Сан-Франциско. Автор статьи в Daily Examiner утверждал, что мужчины выстраиваются в очередь длиной в квартал, чтобы лишь только посмотреть на очаровательную китаянку. В день А Той принимала не более двух клиентов. В течение года или двух А Той стала сутенёршей в борделе на Пайк-стрит (Pike Street) (нынешняя Walter U. Lum Place в Чайна-тауне).
А Той рано обнаружила все достоинства и недостатки американской Фемиды. Её общение с американскими судами началось уже в год её прибытия: диаспора в Сан-Франциско получила письмо от некоего господина из Гонконга, который заявлял, что является мужем А Той, и требовал её возвращения на родину. В суде девушка заявила, что никогда не была замужем, и попросила у суда разрешение остаться в США. Суд такое разрешение выдал. В следующий раз А Той являлась в суд по своей воле: она подала иск против клиентов, которые рассчитались латунными опилками вместо золотой пыли. И если её первое появление в суде осталось практически незамеченным, то на этот раз смазливая китаянка, одетая в абрикосовый жакет и зелёные панталоны, в пёстрых башмаках на маленьких забинтованных ногах, плохо владеющая английским, но хорошо владеющая собой, стала настоящей местной сенсацией. Впрочем, сам процесс не принёс А Той ни морального, ни финансового удовлетворения: суд отклонил её иск за недостатком улик (хотя А Той и предъявила опилки), а сам процесс проходил под такой плотный аккомпанемент смеха из зала, что сама девушка почувствовала себя настолько оскорблённой, что якобы, по утверждению прессы, приняла решение отказаться носить китайскую одежду и принимать американских клиентов. Впрочем, ни то, ни другое не было правдой: в следующий свой визит в суд она всё так же появилась в своём чудном наряде, да и китайские клиенты были так немногочисленны, что девушка продолжала принимать клиентов всех рас и национальностей как минимум до 1859 года. В последующие несколько лет А Той регулярно появлялась в суде как обвиняемая, истец и как консультант. 22 мая 1850 года А Той вышла замуж за некоего Генри Конрада, однако в дальнейшем никаких упоминаний о нём в прессе не встречается, тем более что уже годом позже местные газеты обсуждали приключения А Той с её любовником.
В 1851 году деятельность А Той привлекла внимание местного комитета бдительности — независимого органа местного самоуправления, возникшего как реакция на коррумпированность местных органов власти и их неспособность справиться с растущим бандитизмом, в частности с бандой «сиднейских уточек», которые несколько лет терроризировали город. В скором времени проституция в городе также привлекла внимание комитетчиков, в частности главы комитетной полиции Джона Кларка (англ. John A. Clark, сына бывшего мэра Нью-Йорка Арона Кларка. Не без его участия из города были экстрадированы две китаянки, конкурентки А Той, после чего комитет принял решение не вмешиваться в дела китайской диаспоры, поскольку его члены пришли к выводу, что их руками просто осуществляется устранение конкурентов. В прессу быстро просочились сведения о том, что Кларк стал частым гостем А Той. В 1852 году китаянка обратилась в суд, жалуясь на «маленького Джонни», который избил её после того, как она в доверительной беседе с третьим лицом сообщила, что является наложницей Кларка. А Той требовала от своего любовника извинений, но судья решил устраниться от того, что по его мнению, являлось банальной семейной ссорой.
В 1850-х годах бизнес А Той процветал: многие уважаемые деятели Сан-Франциско были завсегдатаями её чаепитий, а из Китая приходили регулярные поставки живого товара (девочек 12—14 лет, которые попадали в рабство, зачастую не ведая о том, чем им предстоит заниматься). В своей книге «Свет и тени Чайнатауна» (1896) Уильям Боде так описывал мадам А Той: «Очевидно, она была леди хорошего достатка и высокого происхождения, обладавшая редкими способностями и простой искренностью, острым, проницательным умом и необычной прозорливостью. На её званых вечерах встречались политики и церковники, а приглашение на её чаепития почиталось за высокую честь». Александр Холыньский (пол. Alexandre Holinski) отмечал, что без упоминания А Той не обходился не один путеводитель по Сан-Франциско. Фрэнк Соул (Frank Soulé) в своей книге «Анналы Сан-Франциско» отмечал, что «Все знали эту прославленную или обесславленную женщину, которая попеременно была то посмешищем, то стихийным бедствием».
В 1854 году А Той была привлечена в суд за содержание борделя (закон действовал крайне выборочно и белые сутенёры к ответственности не привлекались). В 1857 году в печати появилось заявление А Той, что она продала свой дом, возвращается в Китай и никогда больше не вернётся в США. Впрочем, вряд ли она исполнила свои обещания: в марте 1859 года в прессе появилось сообщение, что она была арестована за содержание притона, а в июле того же года её задержали за избиение одной из своих подопечных.
Следующая заметка об А Той появилась лишь в 1928 году и была связана с её смертью: она скончалась, не дожив три недели до своего столетия. Сообщалось, что свои последние годы она доживала в Санта-Кларе (Калифорния) вместе с мужем, а после его смерти в 1909 году — со своим деверем, и умерла в Сан-Хосе в 1928 году.

## А Той в литературе
В 1988 году беллетризированную версию биографии А Той под названием «Дочь удовольствия» (Daughter of Joy: A Novel of Gold Rush California) опубликовала американская писательница Джо Энн Леви (англ. Jo Ann Levy). Рецензент Publishers Weekly Сибил Стейнберг (Sybil Steinberg) отмечала, что «ясный стиль и плавное, насыщенное деталями повествование передают атмосферу Сан-Франциско с его пожарами, убийствами и линчеваниями. Её герои предстают перед читателем как живые, в частности А Той, которая борется за личную свободу, при этом сохраняя преданность китайским традициям».